# “孙逸仙博士开始学医及革命运动策源地”纪念碑
“孙逸仙博士开始学医及革命运动策源地”纪念碑，位于中国广东省广州市越秀区人民街道沿江西路107号中山大学孙逸仙纪念医院（中山大学附属第二医院）内，是纪念曾在该医院前身博济医院学医和从事革命活动的孫中山的纪念碑。

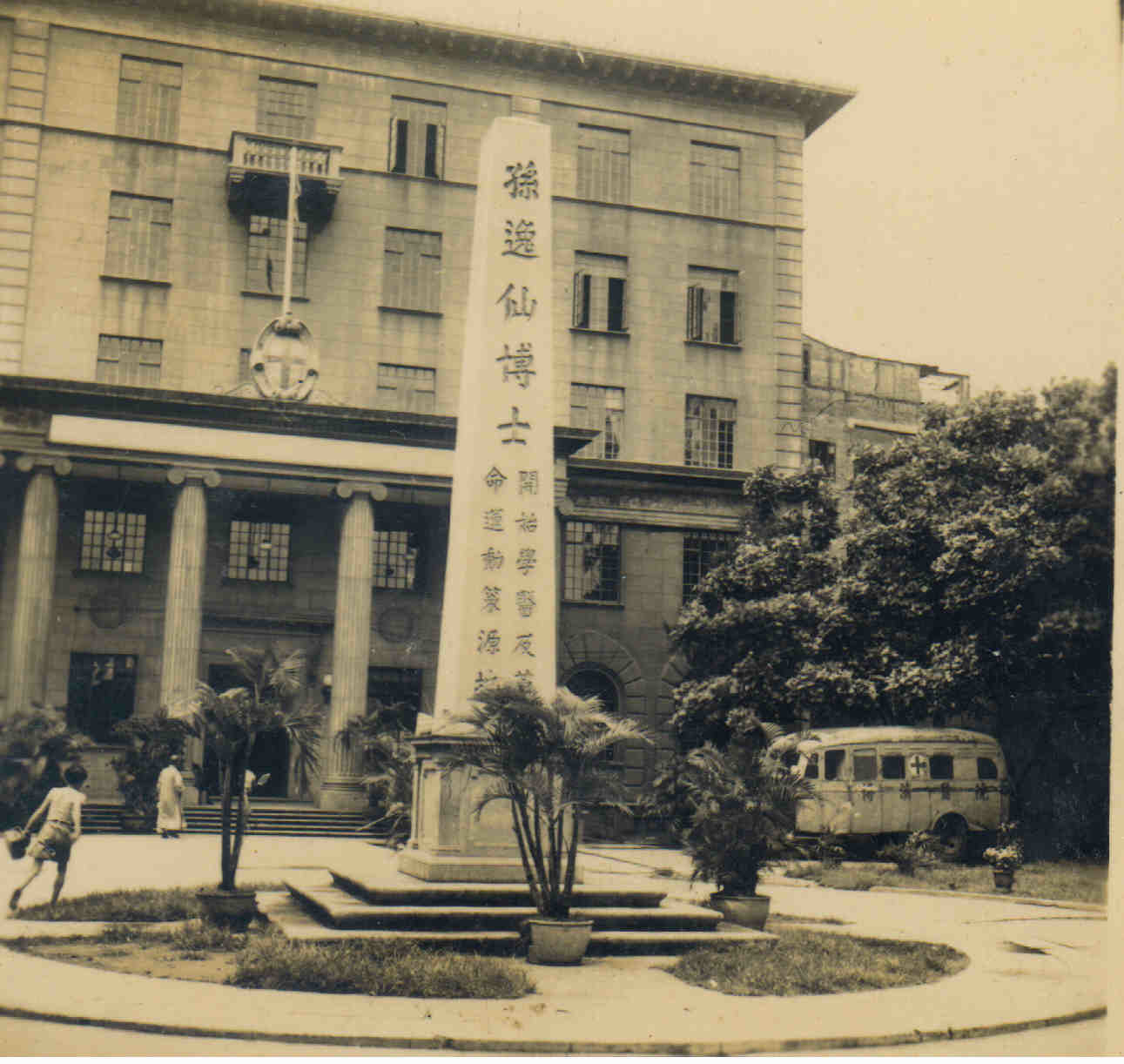
1940年代私立岭南大学孙逸仙博士医学院时期的纪念碑

纪念碑建于于民国24年（1935年）。11月2日，在孙中山长子孙科的主持下举行博济医院成立一百周年纪念活动，并为纪念碑揭幕。
纪念碑正面刻有“孙逸仙博士开始学医及革命运动策源地”17个金字，右侧的碑文为“中华民国二十四年十一月二日纪念大会立”。
2002年7月，纪念碑和院內的仁濟堂一同入选广州市的市级文物保护单位，类型为近现代重要史迹及代表性建筑。